# Activismo

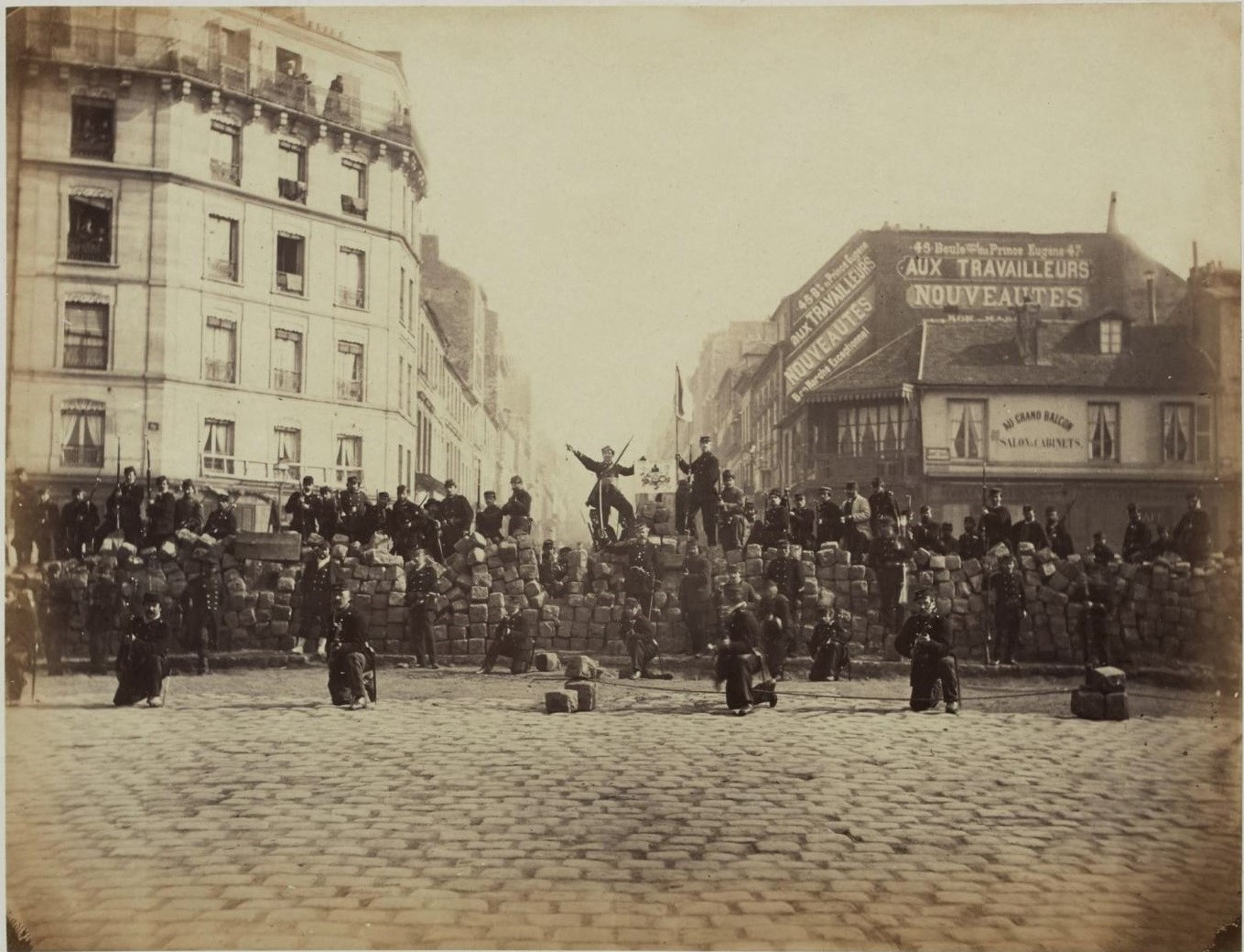
Barricada en la Comuna de París, 1871

El activismo o militancia es la dedicación intensa a alguna línea de acción en la vida pública, ya sea en el campo social, como en lo político, ecológico, religioso, economía u otro. También se entiende por activismo la estimación primordial de acción, en contraposición al quietismo.
El activismo puede llevarse a cabo en el día a día de formas muy diversas, como a través de la creación artística (artivismo), la piratería informática (hacktivismo), o algo tan sencillo cómo uno decide gastar su dinero (activismo económico). Por ejemplo, la negativa a comprar ropa u otros productos de una empresa como protesta contra la explotación de los trabajadores por parte de esa empresa podría considerarse una expresión de activismo. Sin embargo, el activismo más visible e impactante suele adoptar la forma de acción colectiva, en la que numerosos individuos coordinan un acto de protesta para lograr un mayor impacto. La acción colectiva intencionada, organizada y sostenida durante un periodo de tiempo se conoce como movimiento social.
Históricamente, los activistas han utilizado la literatura, incluidos panfletos, tratados y libros, para difundir o propagar sus mensajes e intentar persuadir a sus lectores de la justicia de su causa. Ahora se ha empezado a investigar cómo los grupos activistas contemporáneos utilizan las redes sociales para facilitar el compromiso cívico y la acción colectiva combinando política con tecnología. Los activistas en línea de izquierdas y de derechas suelen utilizar tácticas diferentes. El activismo hashtag y la protesta offline son más comunes en la izquierda. El trabajo estratégico con medios partidistas, la migración a plataformas alternativas y la manipulación de medios de comunicación dominantes son más comunes en la derecha. Además, la percepción de un mayor activismo de izquierdas en la ciencia y el mundo académico puede disminuir la confianza conservadora en la ciencia y motivar algunas formas de activismo conservador, incluso en los campus universitarios. Algunos estudiosos también han demostrado cómo la influencia social de los estadounidenses muy ricos es una forma de activismo.
Separar activismo y terrorismo puede ser difícil y se ha descrito como una «delgada línea».

## Definiciones de activismo
El Online Etymology Dictionary registra las palabras inglesas activism y activist como en uso en el sentido político desde el año 1920 o 1915 respectivamente. La historia de la palabra activismo se remonta a concepciones anteriores del comportamiento colectivo y acción social. Ya en 1969 se definía activismo como "la política o práctica de hacer cosas con decisión y energía", sin tener en cuenta un significado político, mientras que acción social se definía como "acción organizada emprendida por un grupo para mejorar las condiciones sociales", sin tener en cuenta el estatus normativo. Tras el auge de los denominados "nuevos movimientos sociales" en Estados Unidos en la década de 1960, surgió una nueva concepción del activismo como una opción democrática racional y aceptable de protesta o llamamiento. Sin embargo, la historia de la existencia de la revuelta a través de la protesta organizada o unificada en la historia registrada se remonta a la revueltas de esclavos del siglo I a. C.(E) en el Imperio Romano, donde bajo el liderazgo del antiguo gladiador Espartaco 6.000 esclavos se rebelaron y fueron crucificados desde Capua hasta Roma en lo que se conoció como la tercera guerra servil.
En la historia inglesa, la Revuelta de los campesinos estalló en respuesta a la imposición de un impuesto de capitación, y ha sido paralela a otras rebeliones y revoluciones en Hungría, Rusia y, más recientemente, por ejemplo, Hong Kong. En 1930, bajo el liderazgo de Mahatma Gandhi, miles de indios manifestantes participaron en la Marcha de la Sal, como protesta contra los impuestos opresivos de su gobierno, lo que provocó el encarcelamiento de 60 000 personas y, finalmente, la independencia de su nación. En naciones de Asia, África y Sudamérica, la prominencia del activismo organizado por movimientos socialess y especialmente bajo el liderazgo de activistas civiles o revoluciones sociales ha impulsado el aumento de la autosuficiencia nacional o, en algunas partes del mundo en desarrollo, la organización y afiliación colectivista comunista o socialista. El activismo también ha tenido importantes repercusiones en las sociedades occidentales, especialmente durante el siglo pasado a través de movimientos sociales como el movimiento laborista, el movimiento por los derechos de la mujer y el movimiento por los derechos civiles. 

## Usos y objetivos
La prensa, a veces, usa el término «activismo» como sinónimo de manifestación o protesta. En la ciencia política también puede ser sinónimo de militancia, particularmente a favor de una causa. Dentro del marco legal y electoral de las democracias representativas, usualmente toma la forma de cabildeo —redactar cartas, efectuar reuniones o hacer expresiones a la prensa y a dirigentes políticos en pro de la postura de preferencia; promover o simplemente seguir ciertos comportamientos que están diseñados o se estima que contribuyan a la causa —tal como boicotear ciertos productos de consumo, o ejecutar la preferencia por otros en las compras individuales o grupales, o efectuar manifestaciones o demostraciones organizadas, tales como marchas de simpatizantes, obtención de firmas a favor de la causa y otras similares.
En su avance de la vigésima tercera edición, el Diccionario de la lengua española define activista como el «militante de un movimiento social, de una organización sindical o de un partido político que interviene activamente en la propaganda y el proselitismo de sus ideas».

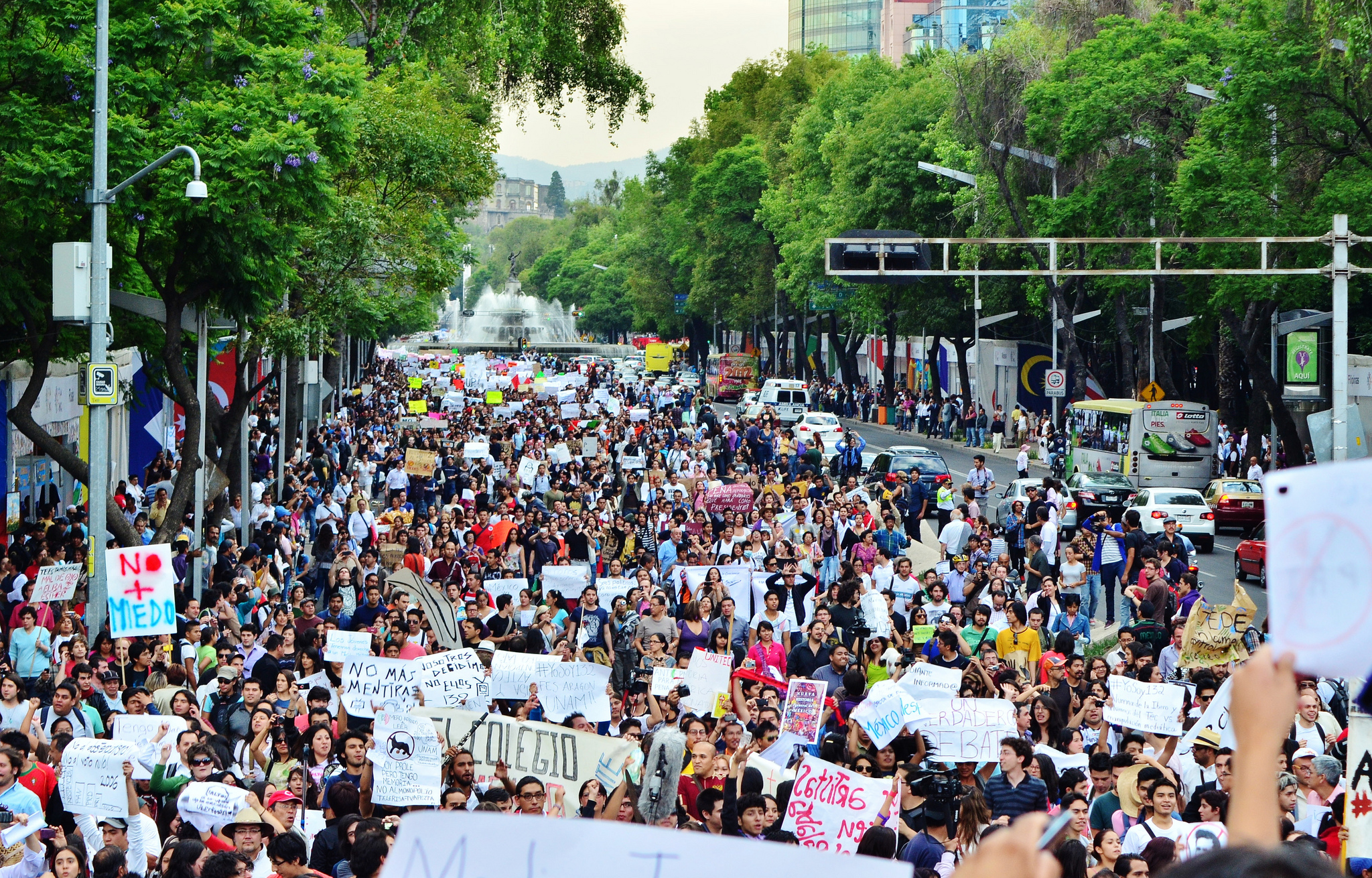
1. Marchayosoy132, en Ciudad de México.

Así, los activistas suelen trabajar asociados a ONG. Los movimientos sociales y económicos suelen generar o alimentarse del activismo. Ejemplos relevantes de activismo incluyen la campaña social iniciada por estudiantes universitarios contra el apartheid en Sudáfrica, la cual ejerció presión económica sobre el régimen de separación racial en ese país y las huelgas de los sectores obreros en demanda de mejores condiciones de trabajo y aumentos salariales. Los motines del 2005 en Francia provocados por la muerte de tres jóvenes podrían ser ejemplo de activismo espontáneo como protesta social generalizada, aunque no han tenido un propósito concreto declarado ni dirigencia identificada. Otro ejemplo es el movimiento YoSoy132, organizado en México por los estudiantes de escuelas privadas y públicas en contra, en primer lugar, de la manipulación por parte de los medios de comunicación (principalmente Televisa) respecto a la campaña política para las elecciones presidenciales de julio de 2012 y, posteriormente, en contra de la imposición de Enrique Peña Nieto como ganador de ese proceso electoral, en lo que ha dado en llamarse la primavera mexicana.

### En la Iglesia católica
En algunos casos se entiende el activismo como una sobreestimación exagerada de la vida activa, como un exceso de actividad incontrolada, que guarda elementos de obsesión o de distracción. Esta sobreestimación recibió también el nombre de americanismo o, en el decir de Pío XII, herejía de la acción. El hombre, devorado por la fiebre de la acción, suponiendo que solo a fuerza de acciones se producen los cambios o el mejoramiento, se entrega más y más a actividades exteriores desconsiderando la vida interior. De ello advertía ya el poeta y místico cristiano san Juan de la Cruz:

Adviertan, pues, aquí los que son muy activos, que piensan ceñír al mundo con sus predicaciones y obras exteriores, que mucho más progreso harían [...] dejando aparte el buen ejemplo que de sí darían, si gastasen siquiera la mitad de este tiempo en estarse con Dios en oración... Cierto entonces harían más y con menos trabajo con una hora que con mil, mereciéndolo su oración, y habiendo cobrado fuerzas espirituales con ella; porque de otra manera, todo es martillar y hacer poco más que nada, y a veces nada, y aun a veces daño.
San Juan de la Cruz (1542-1591)

## Tipos de activismo
Los activistas pueden desempeñarse en una serie de roles, incluidos el judicial, el medioambiental, Internet (tecnológico) y el diseño (arte). Históricamente, la mayor parte del activismo se ha centrado en crear cambios contundentes e importantes en la política o práctica de un gobierno o industria. Algunos activistas intentan persuadir a las personas para que cambien su comportamiento directamente (ver también acción directa), en lugar de persuadir a los gobiernos para que cambien las leyes. Por ejemplo, el movimiento cooperativo busca construir nuevas instituciones que se ajusten a los principios cooperativos y, por lo general, no ejerce presión ni protesta políticamente. Otros activistas intentan persuadir a la gente o la política del gobierno para que permanezcan igual, en un esfuerzo por contrarrestar el cambio.[cita requerida]
El activismo no es una actividad realizada siempre por quienes profesan el activismo como profesión. El término «activista» puede aplicarse ampliamente a cualquier persona que se involucre en el activismo, o limitado estrictamente a aquellos que eligen el activismo político o social como una vocación o práctica característica.

### Activismo judicial y ciudadano
El activismo judicial involucra los esfuerzos de los funcionarios públicos. Arthur Schlesinger, Jr., historiador estadounidense, intelectual público y crítico social, introdujo el término «activismo judicial» en un artículo de la revista Fortune de enero de 1946 titulado La Corte Suprema: 1947. Los activistas también pueden ser vigilantes públicos y denunciantes, intentando comprender todas las acciones de todas las formas de gobierno que actúan en nombre del pueblo y responsabilizarlo ante la supervisión y la transparencia. El activismo involucra a una ciudadanía comprometida.

### Activismo ecologista
El activismo medioambiental adopta varias formas:[cita requerida]
- la protección de la naturaleza o el medio ambiente natural impulsada por una ética de conservación utilitaria o una ética conservacionista orientada a la naturaleza;
- la protección del medio ambiente humano (mediante la prevención de la contaminación o la protección del patrimonio cultural o la calidad de vida);
- la conservación de recursos naturales agotables;
- la protección de la función de elementos o procesos críticos del sistema terrestre como el clima.